# Little Criminals (Album)
Little Criminals ist das sechste Album des amerikanischen Musikers Randy Newman. Es erschien im September 1977 bei Reprise. Das Album beinhaltet zahlreiche politische und mitunter auch zynische Texte, wie etwa den kontrovers diskutierten Song Short People. Die Musik des Albums ist von Newmans Klavierspiel und Orchesterarrangements bestimmt. Das von Lenny Waronker und Ross Titelmann produzierte Album erreichte Platz 9 der Billboardcharts und ist somit Newmans größter kommerzieller Erfolg.
Die Kritiken für das Album fielen gut aus. So verteilte Allmusic dreieinhalb von fünf möglichen Sternen. Der Musikkritiker Robert Christgau hingegen vergab die Schulnote 2+, merkte aber an, dass Newmans Songs auf Little Criminals nicht mit seinen besten Stücken mithalten können.
Unter den Studiomusikern befanden sich alle damaligen Mitglieder der Band The Eagles

## Titelliste
LP Seite 1
1. Short People 2:54
2. You Can’t Fool The Fatman 2:44
3. Little Criminals 3:04
4. Texas Girl at the Funeral of Her Father 2:40
5. Jolly Coppers on Parade 3:46
6. In Germany Before The War 3:39

LP Seite 2
1. Sigmund Freud’s Impersonation of Albert Einstein in America 3:02
2. Baltimore 4:02
3. I’ll Be Home 2:47
4. Rider in the Rain 3:54
5. Kathleen (Catholicism Made Easier) 3:35
6. Old Man on the Farm 2:14

## Informationen zu den Liedern
Short People wurde im November 1977 mit der B-Seite Old Man On The Farm als Single veröffentlicht. Newman handelte sich mit dem Lied zahlreiche Klagen von Behindertenverbänden ein, die ihm vorwarfen, sich mit dem Song über Kleinwüchsige lustig zu machen. Im Bundesstaat Maryland darf das Lied laut einem Gerichtsurteil nicht mehr im Radio gespielt werden. In Wahrheit ist das Lied vielmehr ein Charakter-Song, in dem Newman in die Rolle einer durch Vorurteile durchzogenen Person steigt. Das Lied war sehr erfolgreich und erreichte Platz 1 der Cash Box Top 100 und Platz 2 der Billboard Hot 100 und international zahlreiche weitere Platzierungen. Es ist somit Newmans erfolgreichste Single.
Jolly Coppers on Parade ist laut Newman nicht unbedingt als Anti-Polizei Song zu verstehen. Er behandelt vielmehr offenen Rassismus. Newman hatte dieses Thema bereits auf Songs wie Yellow Man vom Album 12 Songs angesprochen.
In Germany Before The War behandelt die Taten des deutschen Serienmörders Peter Kürten, der 1931 wegen Mord in neun Fällen zum Tode verurteilt und hingerichtet wurde. Newmans damalige Ehefrau stammt aus Düsseldorf, der Stadt, in der Kürten die meisten seiner Opfer ermordete. Im Text des Songs werden die Emotionen des Täters aus seiner Sicht geschildert. 
Sigmund Freud’s Impersonation of Albert Einstein in America beschreibt das Schicksal des deutschen Physikers Albert Einstein nach seiner Auswanderung in die USA in den 1930er Jahren. Dabei werden auch mögliche Erwartungen und Hoffnungen geschildert. Das Stück wurde mit einem Orchester eingespielt.
Baltimore thematisiert die Probleme in der Stadt Baltimore, wie etwa Kriminalität und Suburbanisierung. Vor allem tritt die Sicht der „sterbenden“ Stadt heraus; zum Lied gehört ein markantes Gitarrensolo von Glenn Frey.